# Boss (песня)
«Boss» — песня американского рэпера Lil Pump, выпущенная в качестве ведущего сингла с его дебютного альбома Lil Pump. Она была первоначально выпущена на учётной записи Lil Pump в SoundCloud 19 апреля 2017 года, а затем выпущен в качестве сингла 6 июня 2017 года. Песня достигла 40-го места в американском чарте Hot R&B/Hip-Hop Songs и была сертифицирована RIAA как Платиновая.

## Музыкальное видео
29 мая 2017 года на своей странице в Твиттере Lil Pump анонсировал выход клипа на сингл, продемонстрировав отрывок из клипа. Менее чем за сутки тизер клипа собрал собрал сотни тысяч просмотров. 10 июня 2017 года вышел официальный видеоклип на песню, срежиссированный Cinestream Pictures. В клипе демонстрируются пачки денег, оружие, тверк моделей и роскошное авто.
Клип является одним из самых просматриваемых на YouTube-канале Lil Pump'а и имеет 227 миллионов просмотров на момент зимы 2023 года.

## Продюсирование
Музыка к песне была написана битмейкером Diablo. Он также занимался сведением трека, совместно с музыкальным продюсером CBMIX. Позже, песня стала источником для сэмплирования и ремиксов.

## Чарты
| Чарт (2017)                            | Высшая позиция |
| -------------------------------------- | -------------- |
| Канада (Billboard Canadian Hot 100)    | 93             |
| США (Billboard Bubbling Under Hot 100) | 1              |
| США (Billboard Hot R&B/Hip-Hop Songs)  | 40             |

## Сертификации
| Регион | Сертификация | Продажи   |
| --- | ------------ | --------- |
| США (RIAA) | Платиновый   | 1 000 000 |
| * Данные о продажах приведены только на основе сертификации. ^ Данные о тиражах приведены только на основе сертификации. |              |           |